# 川勝寺村

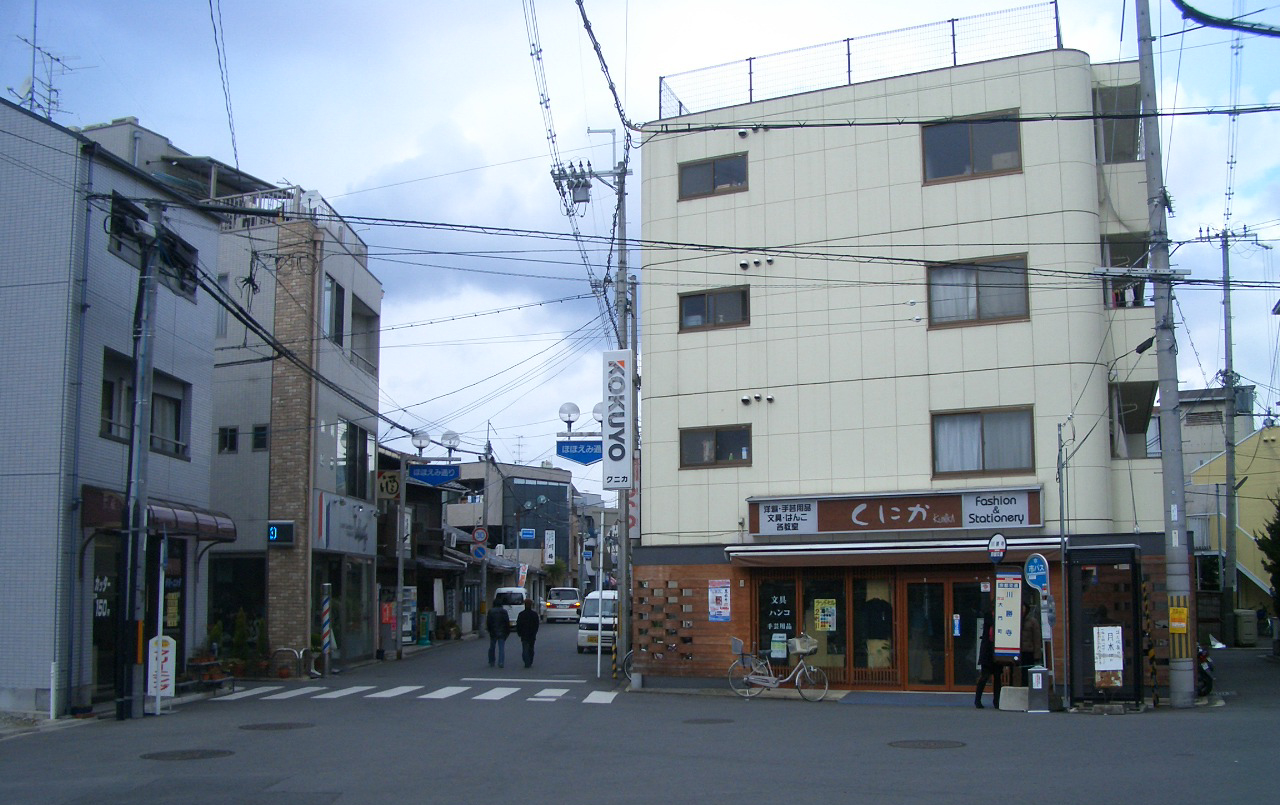
現在の川勝寺周辺

川勝寺村（せんしょうじむら）は、京都府葛野郡に属していた村。幕末期には桂宮領であった。

## 歴史

### 発足以前
- 1527年（大永7年）2月 - 桂川原の戦いにおいて、武田元光軍が陣をひく。
- 1527年（大永7年）10月 - 川勝寺口の戦いが起こる。

### 川勝寺村発足後
- 1868年（慶応4年） - 明治維新により、南川勝寺村・北川勝寺村・出在家が改称合併[1]。
- 1872年（明治5年） - 川勝寺小学校（現・京都市立西京極小学校）開校[2]。
- 1877年（明治10年） - 宿村が合併。
- 1879年（明治12年） - 徳大寺村の一部が合併。
- 1885年（明治18年） - 郡村の郡村小学校が川勝寺小学校に合併。

- 1889年（明治22年）4月1日 - 町村制の施行により、川勝寺村と郡村および徳大寺村の一部（桂川以東）の区域をもって京極村が発足する。

## 観光

### 名所・旧跡
- 三宮神社（川勝寺三宮神社）

## 教育
- 川勝寺小学校（現・京都市立西京極小学校） - 字南方（後の京都市右京区西京極南方町２）

村役場に併設されていた。京極村発足にあたり京極村学校に改称。